# Craig Adams
Craig Adams, född 26 april 1977 i Seria, Brunei, är en kanadensisk före detta professionell ishockeyforward som senast spelade för Pittsburgh Penguins i NHL.
Craig Adams föddes i Seria i Brunei men växte upp i Calgary, Alberta. Han valdes av Hartford Whalers som 223:e spelare totalt i 1996 års NHL-draft men debuterade i NHL för Carolina Hurricanes först 2000.
Adams vann sin första Stanley Cup säsongen 2005–06 med Carolina Hurricanes. I januari 2008 blev han bortbytt till Chicago Blackhawks och 2009 blev han placerad på Waivers där Pittsburgh Penguins lade beslag på honom. Adams vann sin andra Stanley Cup med Pittsburgh Penguins 2009 efter att Penguins besegrat Detroit Red Wings i finalen med 4-3 i matcher.
Den 29 juni 2009 förlängde han kontraktet med Penguins i ytterligare två år.